# Eelde-Paterswolde
Eelde-Paterswolde is een tweelingdorp in de Drentse gemeente Tynaarlo. 
De overgang tussen de twee plaatsen ligt ongeveer langs de Hortensiaweg en de Burgemeester Tonckensweg en is niet meer duidelijk te herkennen, doordat op de borden aan het begin van de dorpen "Eelde-Paterswolde" staat vermeld. In de regio beschouwt men Eelde (aan de zuidzijde) en het kleinere Paterswolde (aan de noordzijde) als twee afzonderlijke plaatsen. Ook bij postadressen wordt onderscheid gemaakt (Eelde 9761, Paterswolde 9765). In 1966 is de plaatsnaam Eelde-Paterswolde op de plaatsnaamborden gezet.